# Symphorianus van Autun

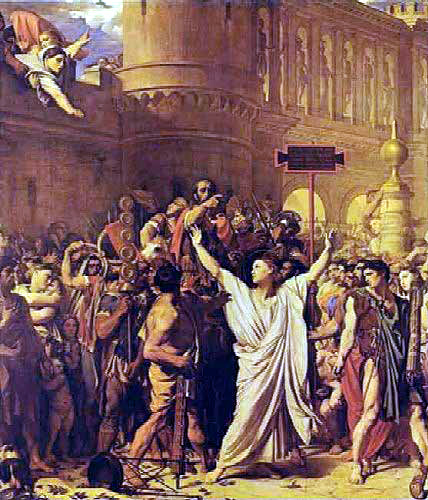
Sint-Symphorianus, naar Ingres

Symphorianus van Autun († Autun, 178) is een heilige in de rooms-katholieke Kerk.

## Leven
Volgens de hagiografie waren Benignus van Dijon en zijn gezellen door Polycarpus van Smyrna naar Gallië gezonden om daar bekeringsarbeid te verrichten. In Autun (Augustodunum) vonden ze gehoor bij senator Faustus die, samen met zijn zoon Symphorianus, het christendom aannam. Zo ontstond een christengemeente.
Even later brak een feest aan ter ere van de godin Kybele. Hier maakte Symphorianus de feestgangers belachelijk door te beweren dat deze godheid niet bestond. Hij werd ter verantwoording geroepen bij stadhouder Heraclius, maar daar volhardde hij in zijn mening. Aldus werd hij veroordeeld tot de dood door het zwaard.

## Na zijn dood
Zijn graf was gelegen dicht bij een bron, waarvan het water voor vele wonderbaarlijke genezingen zou hebben gezorgd. In de 5e eeuw werd door bisschop Eufronius van Autun een abdij met een basiliek boven op zijn graf gesticht.
Vooral in Frankrijk, en in mindere mate in Franstalig België, is Symphorianus (als Saint-Symphorien) een populaire heilige. Zijn feestdag is op 22 augustus en hij wordt aangeroepen bij droogte en verminking. Hij is beschermheilige van kinderen, scholieren en valkeniers.